# Kyprínos (Évros)
Kyprínos, en grec moderne : Δήμος Κυπρίνου / Dímos Kyprínou, est un village et un ancien dème du dème d'Orestiáda, district régional de l'Évros, en Macédoine-Orientale-et-Thrace, en Grèce. 
Selon le recensement de 2021, l'ancien dème devenu district municipal compte 1 732 habitants, tandis que le village compte 571 habitants.